# Dark Disharmony
Dark Dishamony je česká počítačová hra, a to hororová adventura z roku 2011. Vytvořil ji Petr Chroustovský pod značkou d3arts.cz společně s hudebníkem působícím pod pseudonymem Narco. Hra byla v roce 2011 publikována na Newgrounds a v roce 2020 se dočkala oživení na distribuční platformě Steam.

## Příběh
Cílem hry je najít v lese pět zamordovaných členů stejnojmenné deathmetalové kapely a rozpoutat tak peklo na zemi vypuštěním Jezdce apokalypsy.

## Zpracování
Hra používá 2D vektorovou a bitmapovou grafiku naprogramovanou v Adobe Flash. Dark Disharmony se vyznačuje temnou hororovou atmosférou a černým humorem. Hlavní postava je zlovolná bludička, která je ztvárněná jako kurzor myši a prostřednictvím čarodějné knihy a kouzel ovládá ostatní interakce. Vše se odehrává pouze na jedné scéně. Grafiku, příběh, programování i zvuk vytvořil grafik Petr Chroustovský. Hudbu dodal autor působící pod pseudonymem Narco, coby autor další české freewarové adventury Mrtvé město.